# Julio César Chávez Jr.
Julio César Chávez Carrasco (Culiacán, Sinaloa, 16 de febrero de 1986) es un boxeador mexicano hijo del excampeón de boxeo Julio César Chávez. Fue campeón de peso medio del Consejo Mundial de Boxeo (CMB) desde el 4 de junio de 2011, título que arrebatara al alemán Sebastián Zbik (30-0), y que perdiera frente al argentino Sergio Martínez en septiembre del 2012.

## Biografía
Chávez Jr. nació en el estado de Sinaloa, cuando su padre ostentaba el Campeonato Mundial del CMB en peso superpluma. Su rostro se hizo conocido entre los aficionados al boxeo cuando su padre los llevaba a él y a su hermano Omar al ring de niños, antes de cada pelea de Chávez Sr. En su adolescencia, Chávez Jr. atravesó momentos difíciles, incluyendo una relación muy publicitada entre su padre y la actriz Salma Hayek y el posterior divorcio de sus padres. Chávez Jr. vivió en un relativo anonimato hasta que anunció que seguiría los pasos de su padre y se convertiría en boxeador. Ha estado casado con Frida Muñoz, madre de una nieta del reconocido exjefe del Cártel de Sinaloa, Joaquín "El Chapo" Guzmán.

## Freddie Roach como entrenador
Luego de su polémica pelea contra Troy Rowlands en noviembre de 2009, en la cual inicialmente ganó, pero, al dar positivo por uso de furosemida (sustancia de efecto diurético), con el fin de perder peso, la decisión fue cambiada a no contest (no disputada), cumplió una suspensión de siete meses, impuesta por la Comisión Atlética de Nevada. Con el tiempo suficiente para reflexionar sobre el rumbo de su carrera, Chávez Jr. se dio cuenta de la necesidad de hacer un cambio y rodearse de gente que le ayudara a conseguir sus objetivos. Así llegó con el renombrado entrenador Freddie Roach, quien por esa época vivía su mejor etapa junto con Manny Pacquiao. Desde entonces, la carrera de Chávez Jr. dio un giro. Ya con Roach como timonel, enfrentó al irlandés John Duddy, obteniendo el Cinturón Plata del CMB, además de ser la primera vez que llegaba a las tarjetas en doce asaltos.
En su siguiente enfrentamiento, volvió a ganar, ahora al norteamericano Billy Lyell, con decisión unánime luego de diez asaltos. Esta pelea se disputó en su natal Culiacán y fue su última pelea de preparación antes de optar por el título de peso medio.

## Peleas por el título de peso medio del CMB

### Julio César Chávez Jr. contra Sebastian Zbik
El 4 de junio de 2011, en Los Ángeles, California (Estados Unidos) se coronaría campeón de peso medio por el Consejo Mundial de Boxeo al vencer al hasta entonces campeón invicto, el alemán Sebastian Zbik. Lo que ya era una marca del estilo de Chávez Jr., dejarse aventajar en las tarjetas en los primeros asaltos para superar a sus rivales en el final de la contienda o devastándolos antes del límite, se repitió ante Zbik. La pelea llegó a las tarjetas, destacando que el alemán había barrido en tres de los primeros cuatro asaltos y, en contrapartida, Chávez Jr. ganó unánimemente los últimos tres, teniendo ventaja en los intermedios. El resultado de las tarjetas le favoreció al nuevo campeón mundial: 115-113, 116-112 y 114-114.

### Julio César Chávez Jr. contra Peter Manfredo Jr.
La primera defensa del título del mexicano sería contra el italoestadounidense Peter Manfredo Jr. (37-6), la cual se llevó a cabo en el Reliant Stadium, en Houston, Texas (Estados Unidos). El propio campeón la consideraría una de las peleas donde no impuso su estilo de acosar al rival, yendo hacia delante, exhibiendo en su lugar mayor movilidad y control sobre el cuadrilátero. En el cuarto asalto, Manfredo Jr. fue derribado; luego de ponerse de pie se recuperó y conectó un par de buenos golpes a Chávez Jr., el cual terminó el episodio con la nariz sangrante. Sin embargo, para el quinto asalto, Manfredo Jr. fue tocado nuevamente por un golpe de Chávez, aunque se mantuvo en pie, y fue este el momento donde el campeón, notando que había vulnerado el estado físico de su rival, se lanzó con una ráfaga de golpes, obligando al árbitro a intervenir. El resultado fue un nocaut técnico al 1:52 del quinto asalto.

### Julio César Chávez Jr. contra Marco Antonio «Veneno» Rubio
El torreonés Marco Antonio «Veneno» Rubio (53-5-1) era el primer retador al título, por lo que la pelea era mandatoria para el campeón. En la contienda, llevada a cabo el 4 de febrero de 2012 en el Alamodome de San Antonio, Texas (Estados Unidos), con asistencia de 14.120 espectadores, Chávez Jr. estuvo presionando, concediendo pocos momentos de lucidez al retador, quien continuamente fue empujado contra las cuerdas por la potencia física y mayor movilidad de Chávez Jr. El resultado fue decisión unánime para el campeón mediano, quien retuvo su cinturón de campeón del CMB con tarjetas de 116-112, 118-110 y 115-113.

### Julio César Chávez Jr. contra Andy Lee
El irlandés Andy Lee se convertiría en la tercera defensa de Chávez Jr., buscando, de paso, preparase para su siguiente contienda contra Sergio Martínez, pues ambos comparten tener guardia zurda y un estilo defensivo. La pelea se llevó a cabo el 12 de junio de 2012 en el Estadio Sun Bowl, de El Paso, Texas (Estados Unidos). Lee dominó los primeros asaltos con un estilo rápido, que le impidió a Chávez Jr. acercarse pero, poco a poco, se acentuó la presión de este último hasta impedirle las salidas a su rival y entrar con más fuerza. El árbitro detuvo la pelea a los 2:21 del séptimo asalto, ganando Chávez Jr. por nocaut, pese a ir abajo en las tarjetas por dos puntos: 56 a 58.

### Julio César Chávez Jr. contra Sergio Martínez
El combate entre ambos se llevó a cabo el 15 de septiembre de 2012 en el Thomas & Mac Center, en Las Vegas, Nevada (Estados Unidos), con el estadio con más de 19 000 entradas vendidas y totalmente agotadas. Maravilla dominó ampliamente los primeros 11 asaltos, yendo al ataque en algunas ocasiones y midiendo a Chávez Jr. la mayor parte del tiempo. Al llegar el asalto número 12, comenzó una pelea intensa, ya que se llevaron a cabo ataques por parte de ambos peleadores. Maravilla cayó por un ataque de Chávez, pero no se rindió, y continuó la pelea; luego volvió a caer, pero se mantuvo y le hizo una pelea de igual a igual, aguantando hasta el último momento. Finalmente, Sergio «Maravilla» Martínez se impuso en los puntajes por decisión unánime de los jueces, por 117-110, 118-109 y 118-109, logrando así consagrarse campeón del cinturón de peso mediano del Consejo Mundial de Boxeo y recuperando el mismo. De esta forma, además, le quitó el invicto a Julio César Chávez Jr.

## Suspensión y vuelta alring
Días después de la pelea contra Sergio Martínez, Chávez Jr. fue informado de que dio positivo en un examen antidopaje que reveló la existencia de marihuana en su organismo, por lo que debería rendir explicaciones a la comisión atlética de Nevada. Por su parte, el Consejo Mundial de Boxeo decidió suspenderlo indefinidamente para que se incorpore a un centro de rehabilitación, el cual deberá informar la fecha en la que el deportista se encuentre en condiciones para reasumir su carrera. La institución le impuso, además, una multa de 20.000 dólares.

### Julio César Chávez Jr. contra Bryan Vera
Después de un año de inactividad debido a la suspensión, se anunció la pelea contra el texano Bryan Vera, la pelea se celebró el 28 de septiembre de 2013 en el Stub Center en la ciudad de Los Ángeles. El peso fue acordado el mismo día de la pelea en 173 libras a 10 asaltos. En una pelea cerrada, Julio César Chávez Jr. se impuso de forma unánime en las tarjetas por 98-92, 97-93, 96-94.
El 1 de marzo de 2014, cinco meses después de su primer enfrentamiento, Julio César Chávez Jr. y Bryan Vera protagonizaron su duelo de revancha. Esta vez el escenario elegido fue el Alamodome de San Antonio en el estado de Texas. La pelea fue programada a doce asaltos en la categoría supermediana. Esta vez no hubo dudas y Chávez Jr. ganó de forma holgada mandando a la lona a Vera en el 11.º asalto, las tarjetas fueron de 117-110, 117-110, 114-113.
En enero de 2015, Chávez Jr. anunció en el programa A los golpes, de ESPN que había firmado con el mánager Al Haymon y que volvería al cuadrilátero el 18 de abril de 2015 contra el polaco Andrzej Fonfara en el StubHub Center en Carson, California.

## Problemas legales

### Abuso del alcohol y porte de armas
En 2012, Chávez Jr. fue condenado por conducir bajo los efectos del alcohol en Los Ángeles y sentenciado a 13 días de prisión. En 2024, fue arrestado por posesión de dos rifles fantasma tipo AR, pero fue liberado tras pagar 50.000 dólares y con la condición de someterse a un tratamiento de rehabilitación.

### Arresto, deportación y detención
Días después de su enfrentamiento con Jake Paul en Anaheim, Estados Unidos, Julio César Chávez fue arrestado el 2 de julio del 2025 por ICE, por su relación con el Cartel de Sinaloa con la orden emitida por el Departamento de Seguridad Nacional, bajo la acusación de haber entrado ilegalmente a Estados Unidos y fue deportado a México el 18 de agosto del mismo año, donde en Hermosillo, Sonora fue detenido el mismo día a las 11:53 hrs (UTC-06:00), y en donde aseguran que tiene una orden de arresto por crimen organizado y tráfico de armas.

## Récord profesional
| Res. | Récord     | Oponente              | Tipo | Asalto       | Datos                    | Localidad                                             | Notas                                                       |
| ---- | ---------- | --------------------- | ---- | ------------ | ------------------------ | ----------------------------------------------------- | ----------------------------------------------------------- |
| D    | 54-7-1 (1) | Jake Paul             | UD   | 10           | 28 de junio de 2025      | Honda Center, Anaheim, California                     | Pelea pactada en Peso crucero                               |
| V    | 54-6-1 (1) | Uriah Hall            | UD   | 6            | 20 de julio de 2024      | Amalie Arena, Tampa, Florida                          | Pelea pactada en Peso crucero                               |
| V    | 53-6-1 (1) | David Zegarra         | UD   | 10           | 18 de diciembre de 2021  | Palenque de la Feria Ganadera, Culiacán, México       | Pelea pactada en Peso crucero                               |
| D    | 52-6-1 (1) | Anderson Silva        | SD   | 8            | 19 de junio de 2021      | Estadio Jalisco, Guadalajara, México                  |                                                             |
| V    | 52-5-1 (1) | Jeyson Minda          | TKO  | 4 (10), 2:55 | 27 de noviembre de 2020  | Parque Revolución, Culiacán, México                   |                                                             |
| D    | 51-5-1 (1) | Mario Abel Cazares    | TD   | 6 (10), 0:41 | 25 de septiembre de 2020 | Grand Hotel, Tijuana, México                          |                                                             |
| D    | 51-4-1 (1) | Daniel Jacobs         | RTD  | 5 (12), 3:00 | 20 de diciembre de 2019  | Talking Stick Resort Arena, Phoenix, Arizona          |                                                             |
| G    | 51-3-1 (1) | Evert Bravo           | KO   | 1 (10), 1:22 | 10 de agosto de 2019     | Salon Diamante Premier, San Juan de los Lagos, México |                                                             |
| D    | 50-3-1 (1) | Saúl Álvarez          | UD   | 12           | 6 de mayo de 2017        | T-Mobile Arena, Las Vegas                             | Pelea pactada en 164.5 lb                                   |
| G    | 50-2-1 (1) | Dominik Britsch       | UD   | 10           | 10 de diciembre de 2016  | Arena de Monterrey                                    | Pelea en supermediano                                       |
| G    | 49-2-1 (1) | Marcos Reyes          | UD   | 10           | 18 de julio de 2015      | El Paso, Texas                                        | Pelea en supermediano. Chávez falla al dar el peso.         |
| D    | 48-2-1 (1) | Andrzej Fonfara       | RTD  | 9 (12), 3:00 | 18 de abril de 2015      | StubHub Center, Carson , California                   | Pelea en semipesado, primera derrota por KO                 |
| G    | 48-1-1 (1) | Brian Vera            | UD   | 12           | 1 de marzo de 2014       | Alamodome, San Antonio, Texas                         | Pelea en supermediano                                       |
| G    | 47-1-1 (1) | Brian Vera            | UD   | 10           | 28 de septiembre de 2013 | StubHub Center , Los Ángeles , California             | Pelea pactada en 173 lb.                                    |
| D    | 46-1-1 (1) | Sergio Martínez       | UD   | 12           | 15 de septiembre de 2012 | Thomas & Mack Center, Las Vegas, Nevada               | Pierde el Título Mundial del WBC de peso mediano.           |
| G    | 46-0-1 (1) | Andy Lee              | TKO  | 7(12)        | 16 de junio de 2012      | Estadio Sun Bowl, El Paso, Texas                      | Retuvo el título del WBC de peso mediano.                   |
| G    | 45-0-1 (1) | Marco Antonio Rubio   | UD   | 12 (12)      | 4 de febrero de 2012     | Alamodome, San Antonio, Texas                         | Retuvo el título WBC de peso mediano                        |
| G    | 44-0-1 (1) | Peter Manfredo Jr.    | TKO  | 5 (12)       | 19 de noviembre de 2011  | Reliant Stadium, Houston, Texas                       | Retuvo el título WBC de peso mediano                        |
| G    | 43-0-1 (1) | Sebastian Zbik        | MD   | 12 (12)      | 4 de junio de 2011       | Staples Center, Los Ángeles, California               | Conquistó el título WBC de peso mediano                     |
| G    | 42-0-1 (1) | Billy Lyell           | UD   | 10 (10)      | 29 de enero de 2011      | Estadio Banorte, Culiacán, Sinaloa                    | Defendió su título WBC silver de peso mediano               |
| G    | 41-0-1 (1) | John Duddy            | UD   | 12 (12)      | 26 de junio de 2010      | Alamodome, San Antonio, Texas                         | Ganó el título WBC silver de peso mediano                   |
| NC   | 40-0-1 (1) | Troy Rowland          | UD   | 12 (12)      | 14 de noviembre de 2009  | MGM Grand Las Vegas, Las Vegas, Nevada                | Victoria cambiada a NC (dio positivo de diurético)          |
| G    | 40-0-1     | Jason LeHoullier      | TKO  | 1 (2:43)     | 12 de septiembre de 2009 | El palenque de la feria, Tepic, Nayarit               | Título WBC Latino de peso superwélter                       |
| G    | 39-0-1     | Luciano Leonel Cuello | UD   | 10 (10)      | 28 de marzo de 2009      | Plaza Monumental, Tijuana, Baja California            | Título WBC latino de peso superwélter                       |
| G    | 38-0-1     | Matt Vanda            | UD   | 10 (10)      | 1 de septiembre de 2008  | Mandalay Bay Resort and Casino, Las Vegas, Nevada     |                                                             |
| G    | 37-0-1     | Matt Vanda            | SD   | 10 (10)      | 12 de julio de 2008      | El palenque de la Expo, Hermosillo, Sonora            |                                                             |
| G    | 36-0-1     | Tobia Giuseppe Loriga | KO   | 9            | 26 de abril de 2008      | Plaza de toros Juriquilla, Querétaro, Querétaro       | Título WBC Continental Americas de peso superwélter         |
| G    | 35-0-1     | José Celaya           | TKO  | 8            | 9 de febrero de 2008     | Domo de la feria, León, Guanajuato                    | Título vacante WBC Continental Americas de peso superwélter |
| G    | 34-0-1     | Ray Sánchez           | KO   | 6            | 1 de diciembre de 2007   | Tingley Coliseum, Albuquerque, Nuevo México           |                                                             |
| G    | 33-0-1     | Louis Brown           | TKO  | 5            | 4 de agosto de 2007      | Allstate Arena, Rosemont, Illinois                    |                                                             |
| G    | 32-0-1     | Grover Wiley          | KO   | 3            | 9 de junio de 2007       | Madison Square Garden, New York, New York             |                                                             |
| G    | 31-0-1     | Anthony Shuler        | KO   | 2            | 14 de abril de 2007      | Alamodome, San Antonio, Texas                         |                                                             |
| G    | 30-0-1     | Raul Munoz            | TKO  | 3            | 9 de marzo de 2007       | Dodge Arena, Hidalgo, Texas                           |                                                             |
| G    | 29-0-1     | Christian Solano      | UD   | 10 (10)      | 16 de diciembre de 2006  | Plaza de Toros La Sinaloense, Culiacán, Sinaloa       |                                                             |
| G    | 28-0-1     | Shad Howard           | RTD  | 4 (8)        | 23 de septiembre de 2006 | Dodge Arena, Hidalgo, Texas                           |                                                             |
| G    | 27-0-1     | Jermaine White        | TKO  | 4            | 19 de agosto de 2006     | Don Haskins Convention Center, El Paso, Texas         | Título vacante WBC Youth World de peso superwélter          |
| G    | 26-0-1     | Aaron Drake           | TKO  | 2            | 10 de junio de 2006      | Madison Square Garden, Nueva York, Nueva York         |                                                             |
| G    | 25-0-1     | Tyler Ziolkowski      | KO   | 2            | 8 de marzo de 2006       | Thomas & Mack Center, Las Vegas, Nevada               |                                                             |
| G    | 24-0-1     | Carlos Molina         | MD   | 6 (6)        | 18 de febrero de 2006    | The Aladdin, Las Vegas, Nevada                        |                                                             |
| E    | 23-0-1     | Carlos Molina         | PTS  | 6 (6)        | 16 de diciembre de 2005  | Arena Monterrey, Monterrey, Nuevo León                |                                                             |
| G    | 23-0       | Jeremy Stiers         | TKO  | 5            | 8 de octubre de 2005     | Thomas & Mack Center, Paradise, Nevada                |                                                             |
| G    | 22-0       | Corey Alarcon         | TKO  | 2            | 17 de septiembre de 2005 | America West Arena, Phoenix, Arizona                  |                                                             |
| G    | 21-0       | Jonathan Nelson       | KO   | 1            | 12 de agosto de 2005     | Entertainment Center, Laredo, Texas                   |                                                             |
| G    | 20-0       | Rubén Galván          | TKO  | 4            | 25 de junio de 2005      | Boardwalk Hall, Atlantic City, Nueva Jersey           |                                                             |
| G    | 19-0       | Adam Wynant           | KO   | 1            | 28 de mayo de 2005       | Staples Center, Los Ángeles, California               |                                                             |
| G    | 18-0       | Travis Hartman        | TKO  | 3            | 22 de marzo de 2005      | Dodge Arena, Hidalgo, Texas                           |                                                             |
| G    | 17-0       | Ryan Maraldo          | TKO  | 3            | 19 de marzo de 2005      | MGM Grand Las Vegas, Las Vegas, Nevada                |                                                             |
| G    | 16-0       | Leroy Newton          | TKO  | 1            | 11 de febrero de 2005    | Convention Center, San Diego, California              |                                                             |
| G    | 15-0       | José Cruz             | TKO  | 2            | 21 de enero de 2005      | Polideportivo Juan S Millán, Culiacán, Sinaloa        |                                                             |
| G    | 14-0       | Eliseo Urias          | KO   | 2            | 18 de diciembre de 2004  | Universidad Autónoma de Sinaloa, Culiacán, Sinaloa    |                                                             |